# Parque de Can Sabaté
El parque de Can Sabaté se encuentra en el barrio de La Marina de Port, del distrito de Sants-Montjuïc de Barcelona. Fue creado en 1984 con un proyecto de Neus Solé, Imma Jansana y Daniel Navas, los cuales contaron con el consejo de Nicolau Maria Rubió i Tudurí, antiguo director de Parques y jardines de Barcelona entre 1917 y 1937, autor del parque de Montjuic junto a Jean-Claude Nicolas Forestier en 1929.
El nombre inicial del proyecto según aparece en los documentos originales era de jardí de les Estrelles (jardín de las Estrellas) en claro homenaje de los autores al conjunto de torres Estrellas Altas que presiden uno de los límites del espacio ajardinado, obra del que fuera uno de los últimos arquitectos del GATEPAC Antoni Bonet i Castellana, autor entre otras muchas obras del Canódromo Meridiana o la casa de Rafael Alberti en Punta Ballena (Uruguay).

## Descripción
El nombre actual proviene de la familia Sabaté, última propietaria de la industria metalúrgica que ocupó este suelo antes de ser convertido en parque. La denominación histórica por el que se conoció este lugar fue Can Barret, en referencia al ingeniero e industrial Josep Albert Barret, que construyó aquí en 1898 la primera fundición. Su vida  sirvió de referencia al escritor Eduardo Mendoza para escribir La verdad sobre el caso Savolta.
El parque de Can Sabaté fue el primer gran interior de manzana recuperado como espacio público en la ciudad de Barcelona. La construcción material se llevó a cabo de una manera directa desde la municipalidad a través de la gestión de diversos «planes de empleo comunitario» de obra pública (1982-1986), que dirigió desde la administración municipal el arquitecto Ignasi de Lecea, que junto a los autores del proyecto coordinó la ejecución del parque. 
Es un parque de forma rectangular alargada, con un doble acceso, por la calle Minería y por la calle Mare de Deu del Port, y envuelto por edificios en tres de sus lados. Al entrar por Minería se encuentra en primer lugar un estanque de forma irregular, ubicado junto a un centro cívico. A continuación viene una larga plataforma pavimentada situada a un nivel superior del resto del parque, donde se sitúa una pirámide de mármol verde de 2,40 metros de altura, de la que sale un chorro de agua que transcurre por un canal de unos 50 metros de longitud hasta una alberca rodeada por una columnata de ocho columnas truncadas. Detrás de esta columnata se halla un pequeño bosque, y a los lados de esta plataforma central hay parterres de césped, áreas infantiles, bancos y fuentes.
El parque se organiza sobre una malla verde ortogonal que se ensancha sobre el vacío pavimentado del salón central, al que se le sobrepone la geometría curvilínea de un recorrido serpenteante que une los dos accesos transgrediendo la racionalidad de la cuadrícula. Los objetos juegan con el simbolismo propio de la arquitectura posmoderna que se enfatiza en los elementos pétreos y que se complementa con el agua.
El contraste entre una arquitectura jardinera clásica reinterpretada desde la revisión del posmodernismo, se manifiesta en la construcción de los elementos arquitectónicos simbólicos: pérgolas, rampas o más intensamente en la escultura de la pirámide de mármol verde, que enmarcada por las palmeras Phoenix sobre el fondo rojo de los ciruelos, configuran una ambientación escénica que conecta con otros momentos de la presencia próxima de Montjuïc.

## Vegetación
Entre las especies presentes en el parque se hallan: el árbol de los cuarenta escudos (Ginkgo biloba), el almez (Celtis australis), el sauce llorón (Salix babylonica), la casuarina (Casuarina cunninghamiana), el chopo del Canadá (Populus x canadensis), el falso pimentero (Schinus molle), el eucalipto (Eucalyiptus globulus y Eucalyptus camaldulensis), el pino piñonero (Pinus pinea), la encina (Quercus ilex), la fitolaca (Phytolacca dioica), el arce blanco (Acer pseudoplatanus), el ciprés (Cupressus macrocarpa y Cupressus sempervirens), el caquilero (Diospyros kaki), la palmera de abanicos (Washingtonia filifera), la palmera datilera (Phoenix dactylifetra), la palmera de Canarias (Phoenix canariensis), el ciruelo  (Prunus cerasifera, variedad  atropurpurea), el romero (Salvia rosmarinus), la salvia (Salvia officinalis), el laurel (Laurus nobilis), el aligustre (Ligustrum lucidum "Variegatum") y la hiedra (Hedera helix).

## Galería

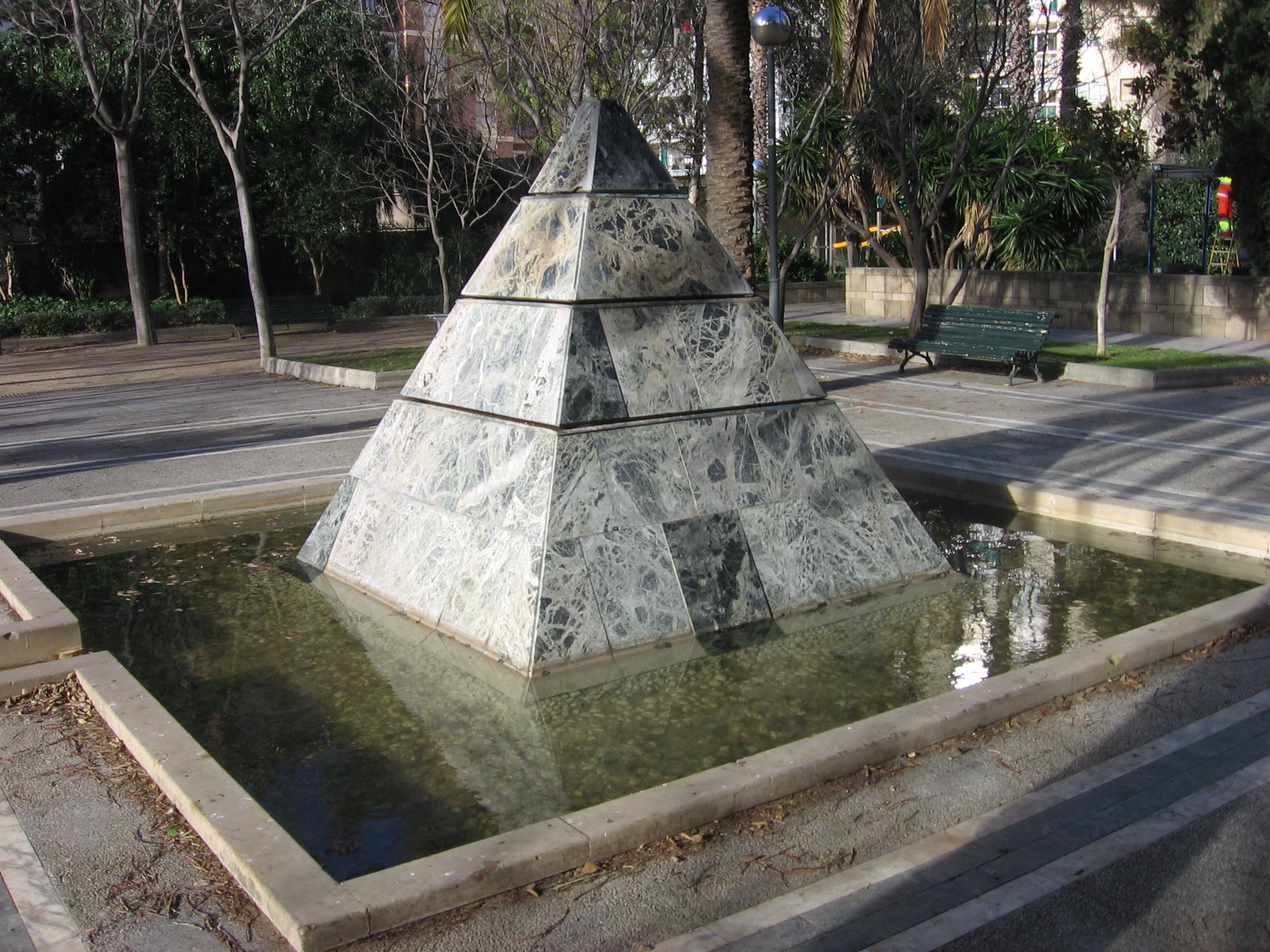
Escultura pirámide
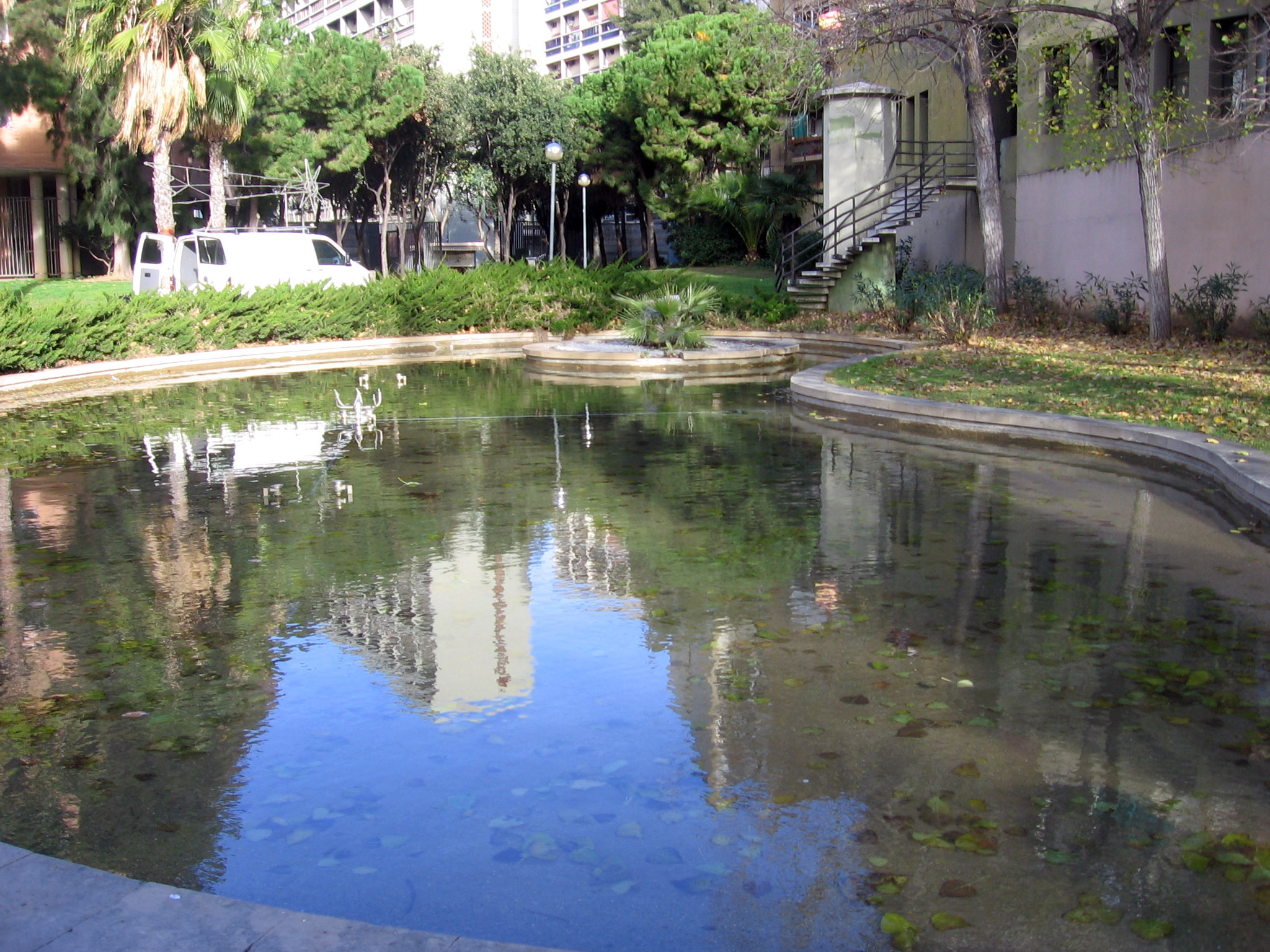
Estanque
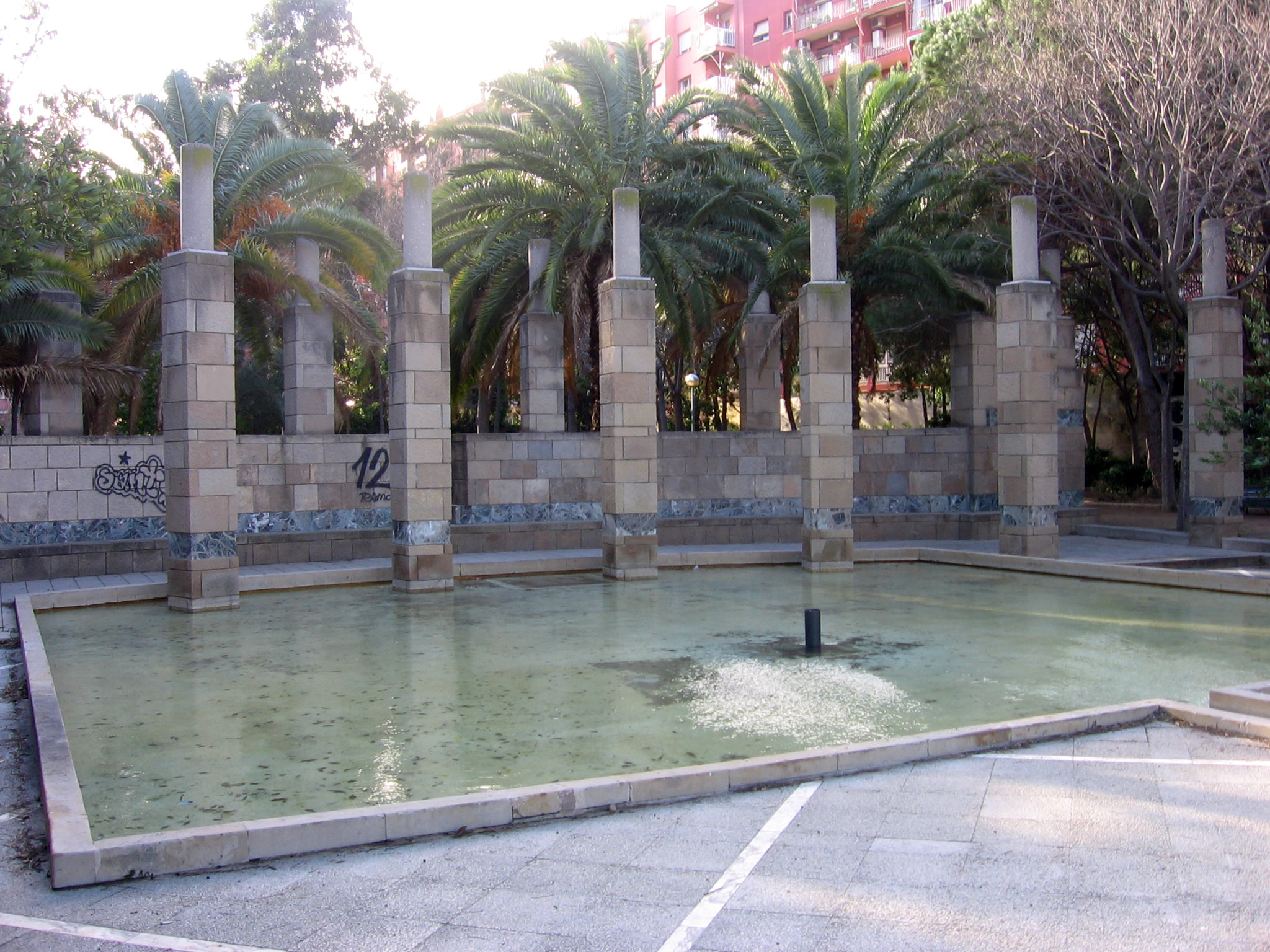
Alberca y columnata
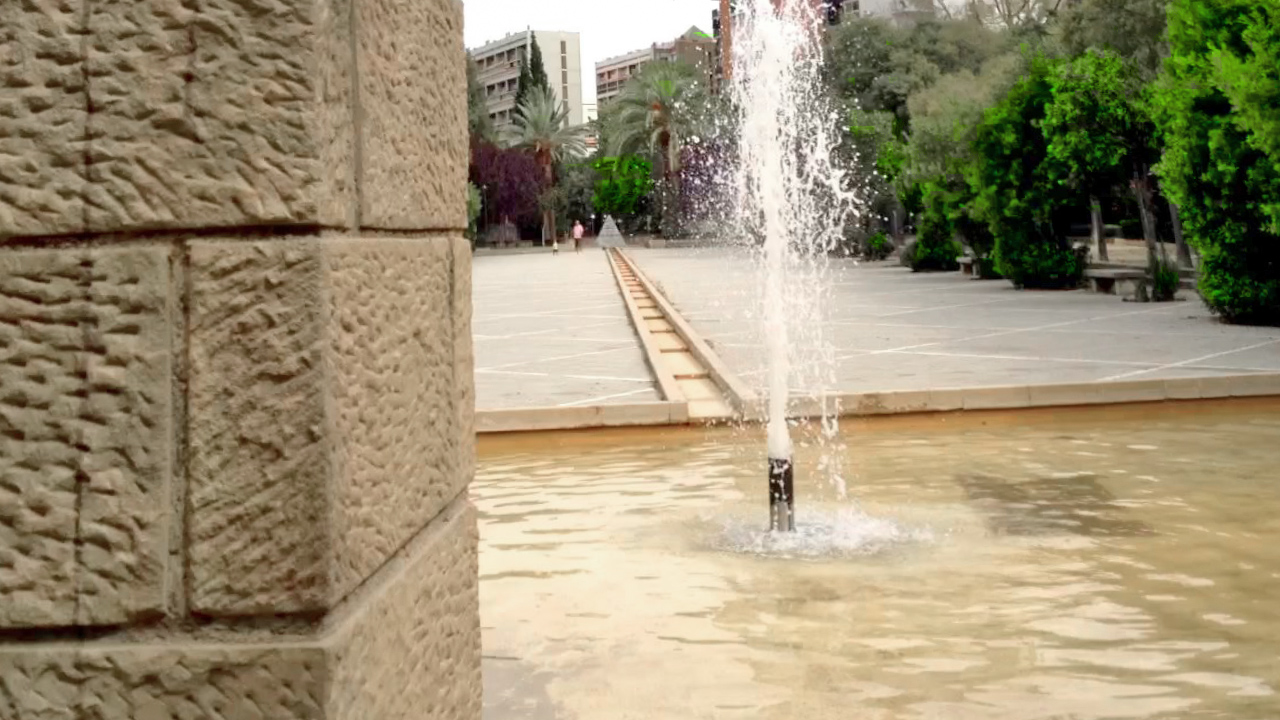
Salón central
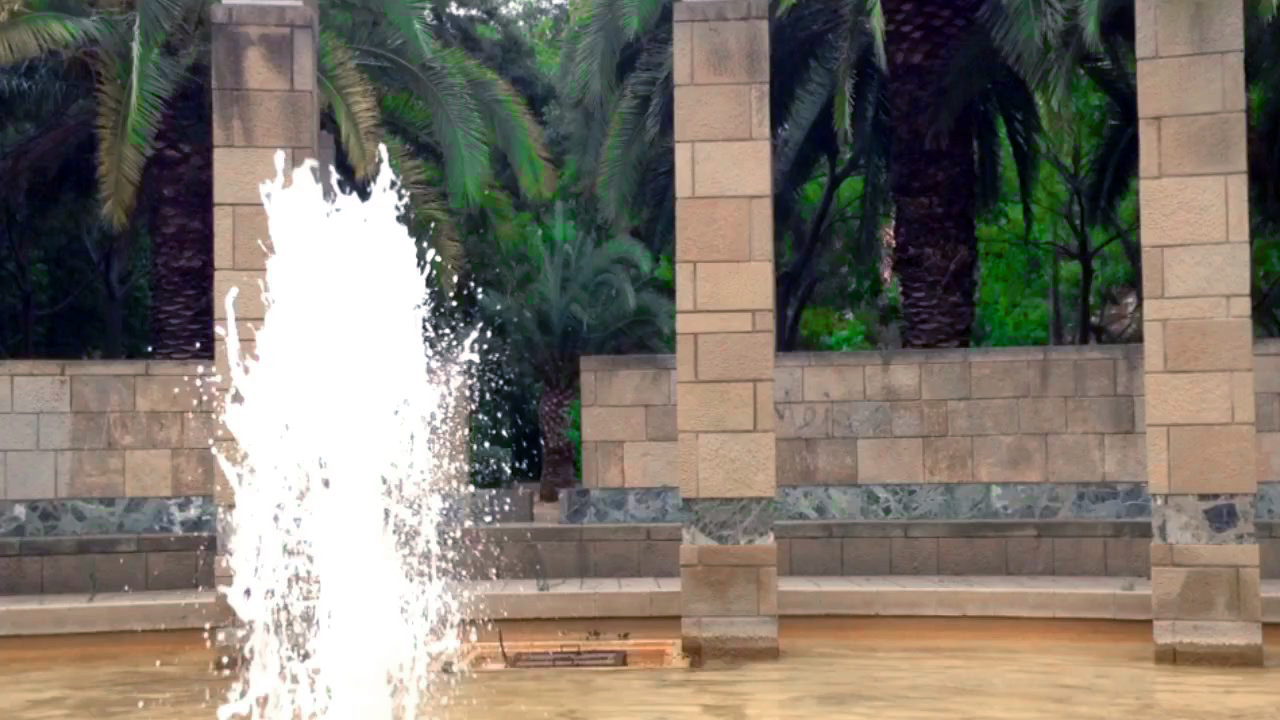
Detalle del estanque
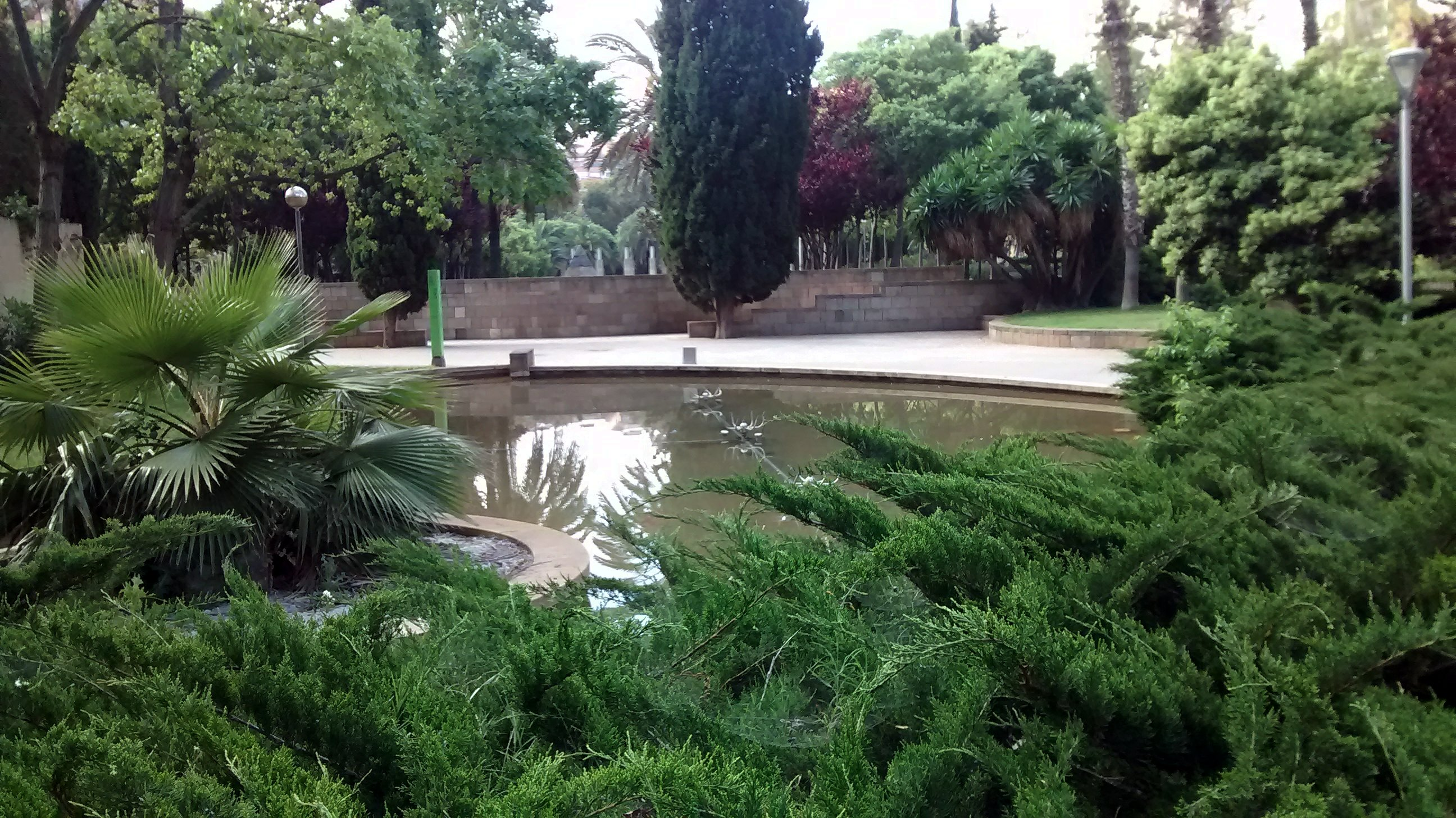
Estanque de entrada
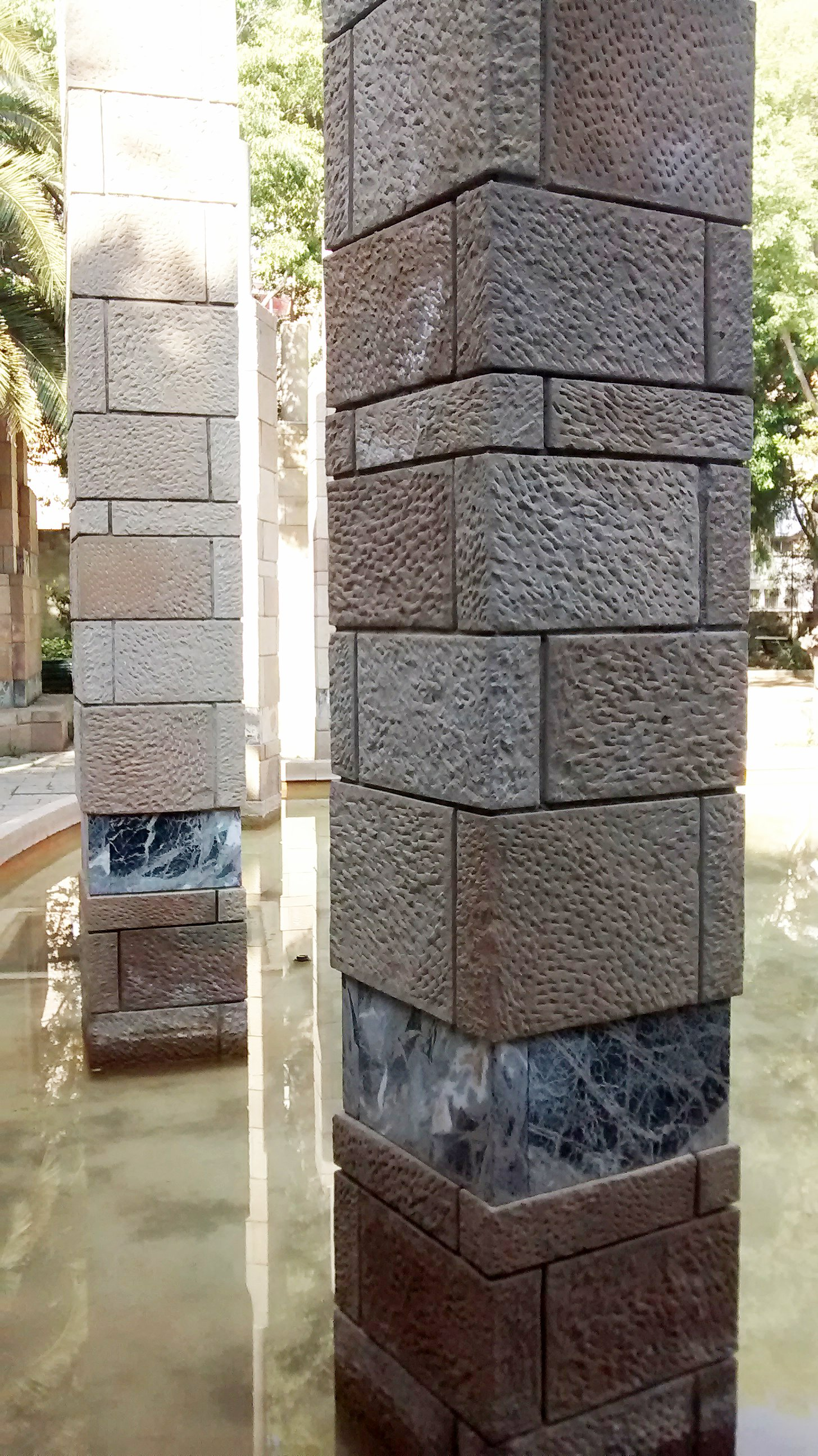
Columna
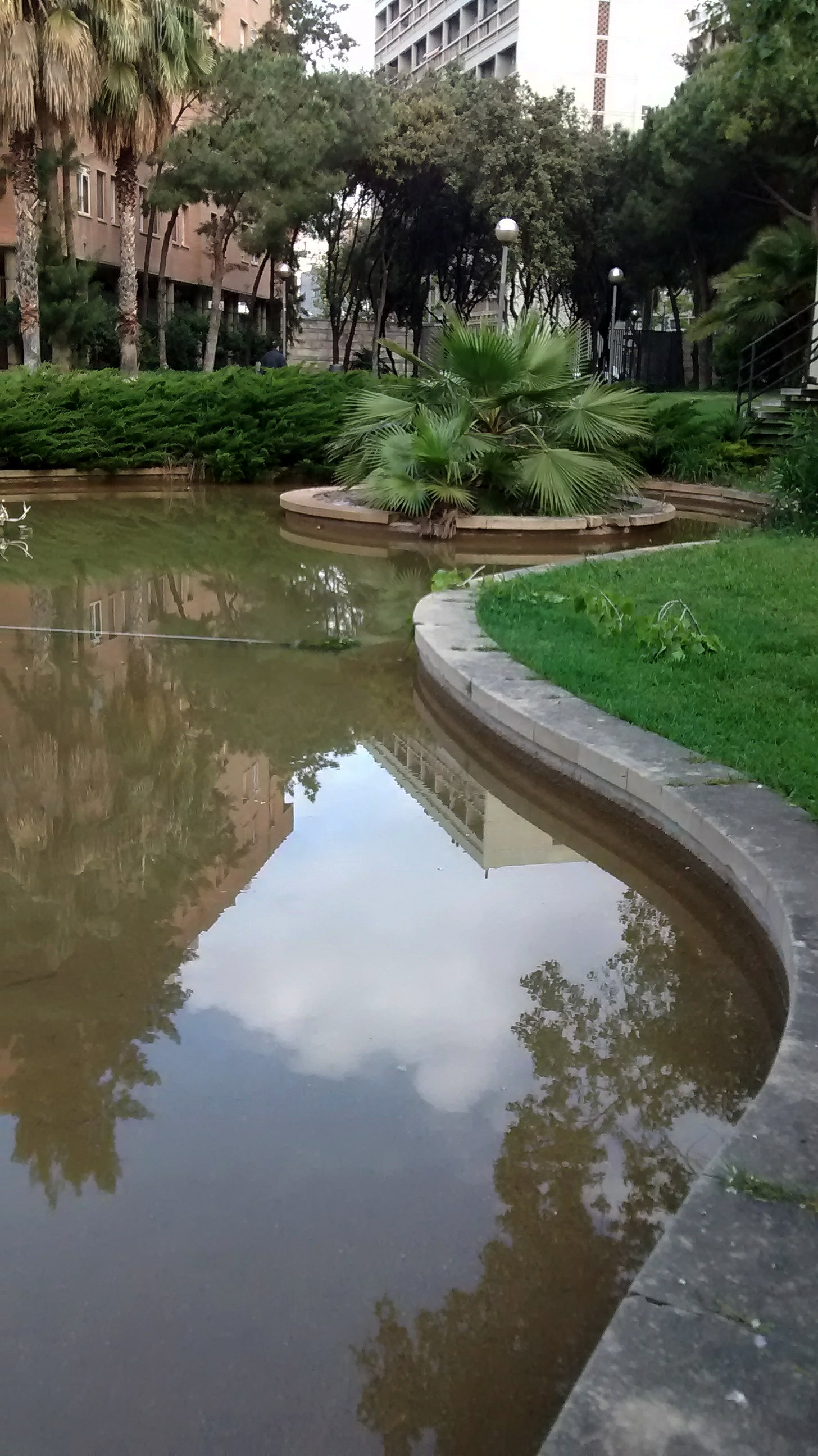
Estanque
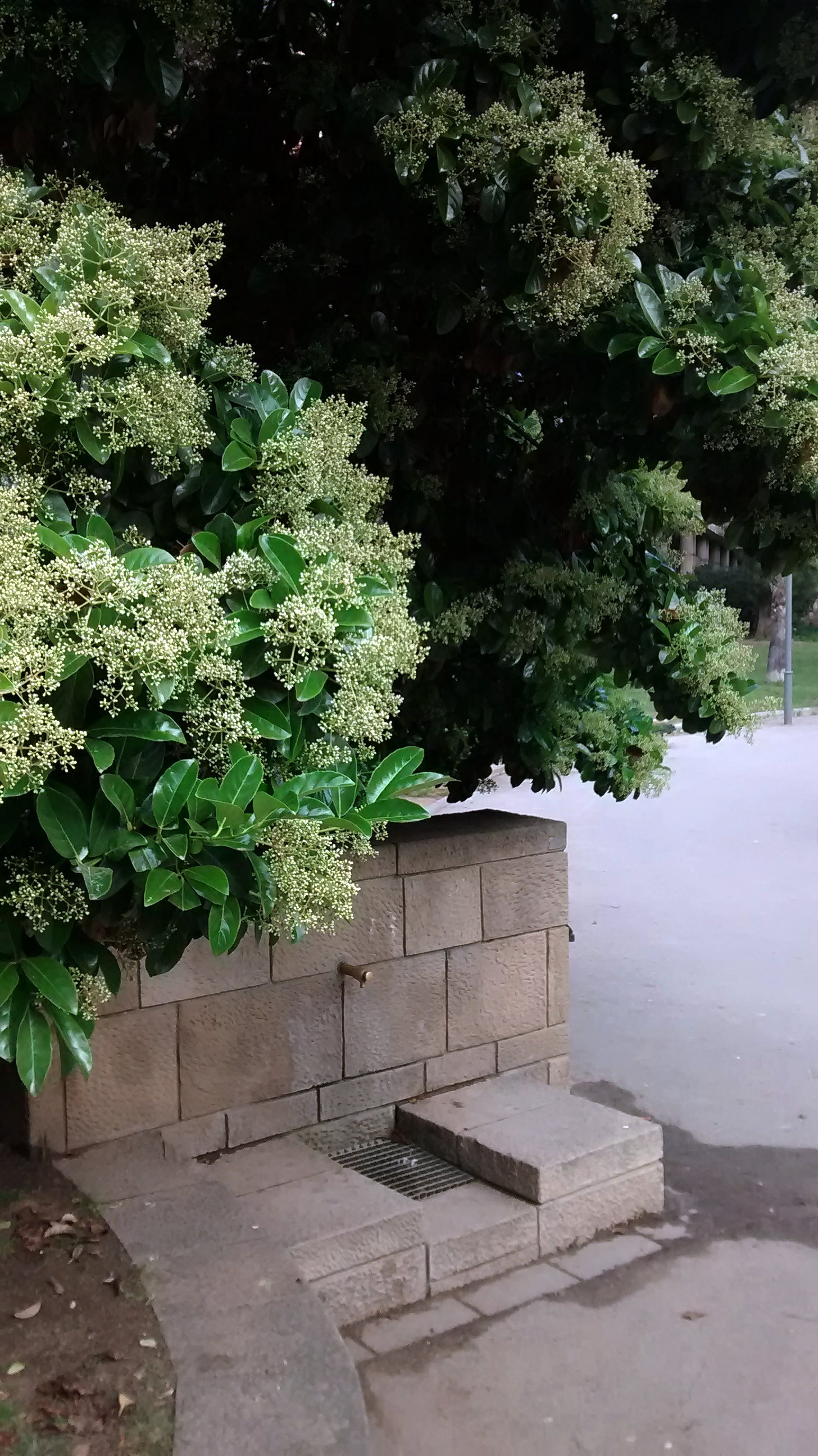
Fuente
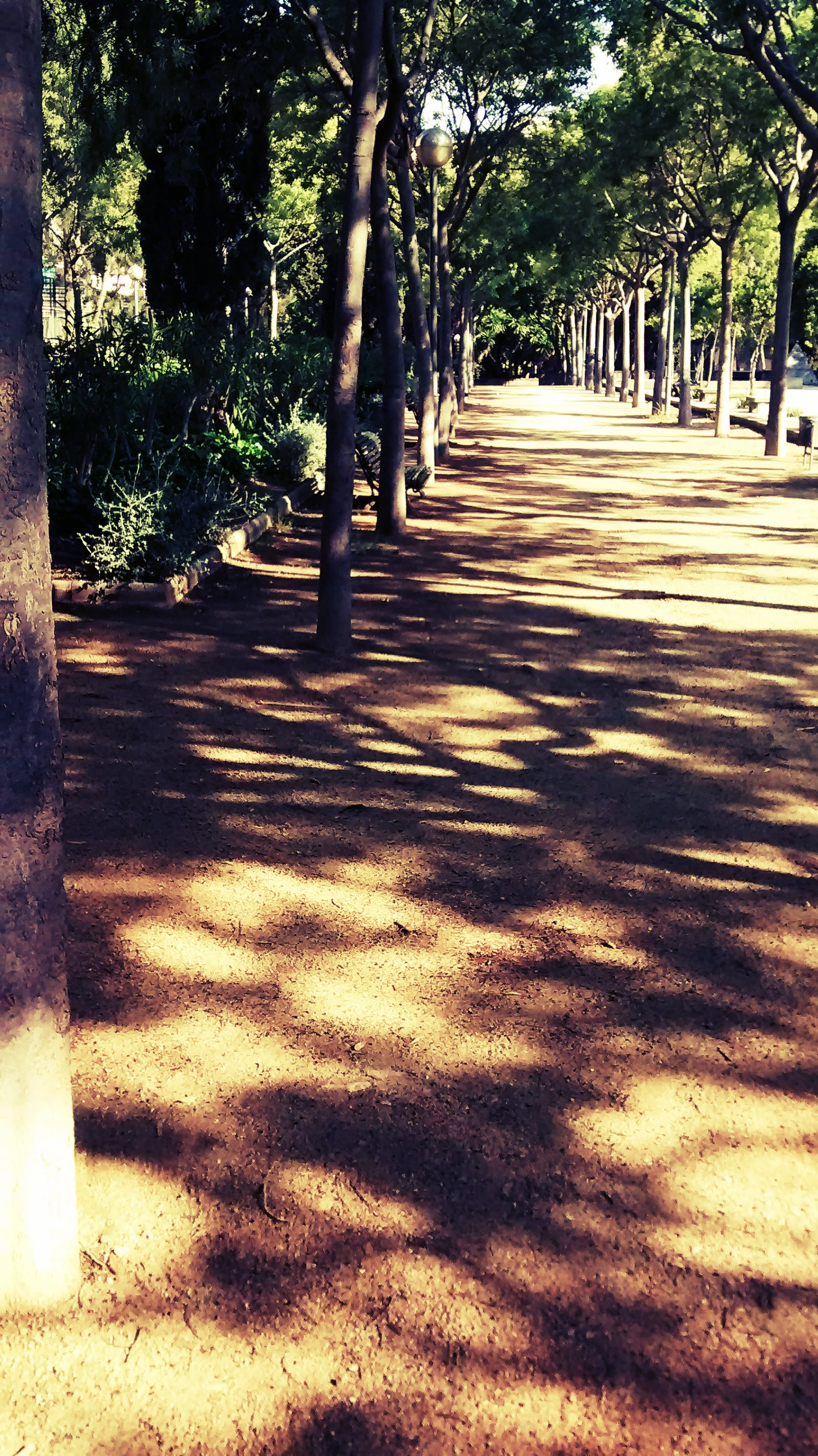
Paseos